# Harry Lorayne

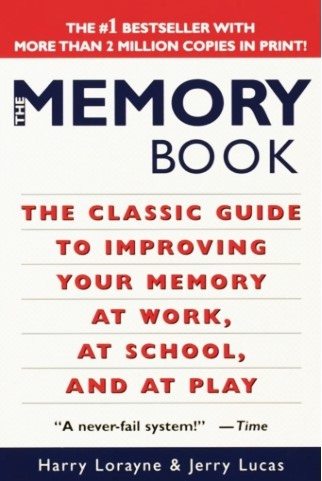
Harry Lorayne / Jerry Lucas: The Memory Book – Ausgabe von 1996

Harry Lorayne (* 4. Mai 1926 in New York City; † 7. April 2023 in Newburyport, Massachusetts) war ein amerikanischer Gedächtnistrainer, Zauberkünstler, Mnemotechniker und Autor, der vom Time Magazine schon „Yoda des Gedächtnistrainings“ (Original: „The Yoda of Memory Training“) genannt wurde. Er war bekannt für seine Gedächtnisshows und -stunts und ist auch einmal in der Tonight Show with Johnny Carson aufgetreten.
In der Zauberkunst machte sich Lorayne besonders im Bereich der Kartenzauberkunst einen Namen. Dazu veröffentlichte er über 20 Bücher.
Von 1978 bis 1992 gab er das monatliche Fachblatt Apocalypse heraus.